# Winfield Scott Hammond
Winfield Scott Hammond (Southborough, 17 novembre 1863 – Clinton, 30 dicembre 1915) è stato un politico statunitense.
Nato nel 1863 a Southborough, dopo essersi diplomato, Hammond studiò legge nel Minnesota.
Fervente democratico in una comunità repubblicana, Hammond perse le elezioni per un posto al Congresso degli Stati Uniti nel 1892, ma grazie anche al sostegno bipartisan, alla fine ottenne un seggio al Congresso, precisamente alla Camera dei Rappresentanti, 15 anni più tardi. Poi, interruppe il suo quarto mandato consecutivo per candidarsi come governatore.
Così, fu governatore del Minnesota dal 5 gennaio al 30 dicembre del 1915, giorno della sua morte. Fu il secondo governatore del Minnesota a morire in carica. Dopo la sua morte, il vicegovernatore Alfred Joseph Arner Burnquist governò per il resto del mandato. Un'iscrizione sotto il busto di Hammond in Campidoglio lo descrive come "uno studioso di politica".
Hammond aveva intenzione di realizzare un progetto di riorganizzazione del governo dello Stato, riducendo al minimo la burocrazia e l'eliminazione dei rifiuti, cose che non ebbe il tempo di fare. Mentre, la normativa più significativa del suo governo fu il disegno di legge "county option bill", una restrizione alla vendita degli alcolici.
Hammond fu in carica solo otto mesi, perché subì un avvelenamento di ptomaina durante un viaggio a sud e morì di ictus all'età di 52 anni, a Clinton, in Louisiana.